# Тур ATP 2023
Тур ATP 2023 - всесвітній елітний професійний цикл тенісних турнірів, організований Асоціацією тенісистів-професіоналів як частина тенісного сезону 2023 року. Календар включав турніри Великого шолома (проводяться Міжнародною федерацією тенісу (ITF)), Фінал ATP, турніри серії Мастерс, турніри категорій 500 і 250. Також до Туру входять Кубок Девіса (організований ITF) та Фінал Світового Туру ATP. Крім того, до офіційного переліку турнірів входили Кубок Лейвера та Фінал Наступного Покоління ATP за які очки учасникам не нараховувались.
У рамках реакції міжнародного спорту на вторгнення Росії в Україну, WTA, ATP, ITF та чотири турніри Великого шолома спільно оголосили, що гравцям з Білорусі та Росії не буде дозволено грати під назвою та прапором їхніх країн, але їм залишатиметься право на участь у турнірах до подальшого повідомлення.

## Розклад
Нижче наведено повний розклад турнірів на 2023 рік, включаючи перелік тенісистів, які дійшли на турнірах щонайменше до чвертьфіналу.
| Турніри Великого шлему |
| Фінал ATP              |
| Тур ATP Мастерс        |
| Тур ATP 500            |
| Тур ATP 250            |
| Командні змагання      |

### Січень
| Тиждень           | Турнір | Чемпіони | Фіналісти | Півфіналісти                         | Чвертьфіналісти                                                         |
| ----------------- | --- | --- | --- | ------------------------------------ | ----------------------------------------------------------------------- |
| 2 січня           | United Cup Брисбен/Перт/Сідней, Австралія United Cup Тверде – $7,500,000 – 18 teams | США · 4–0 | Італія | Польща Греція                        |                                                                         |
| 2 січня           | Adelaide International 1 Аделаїда, Австралія ATP 250 Тверде – $642,735 – 32S/16Q/24D Одиночний розряд – Парний розряд | Новак Джокович 6–7(8–10), 7–6(7–3), 6–4 | Себастьян Корда | Данило Медведєв Йосіхіто Нісіока     | Денис Шаповалов Карен Хачанов Яннік Сіннер Олексій Попирин              |
| 2 січня           | Adelaide International 1 Аделаїда, Австралія ATP 250 Тверде – $642,735 – 32S/16Q/24D Одиночний розряд – Парний розряд | Ллойд Ґласспул Гаррі Геліоваара 6–3, 7–6(7–3) | Джеймі Маррей Майкл Вінус | Данило Медведєв Йосіхіто Нісіока     | Денис Шаповалов Карен Хачанов Яннік Сіннер Олексій Попирин              |
| 2 січня           | Maharashtra Open Пуне, Індія ATP 250 Тверде – $713,495 – 28S/16Q/16D Одиночний розряд – Парний розряд | Таллон Ґрікспор 4–6, 7–5, 6–3 | Бенжамен Бонзі | Аслан Карацев Ботік ван де Зандсгулп | Марин Чилич Педро Мартінес Філіп Країнович Максіміліан Мартерер         |
| 2 січня           | Maharashtra Open Пуне, Індія ATP 250 Тверде – $713,495 – 28S/16Q/16D Одиночний розряд – Парний розряд | Сандер Жіє Йоран Вліґен 6–4, 6–4 | Sriram Balaji Джіван Недунчежіян | Аслан Карацев Ботік ван де Зандсгулп | Марин Чилич Педро Мартінес Філіп Країнович Максіміліан Мартерер         |
| 9 січня           | Adelaide International 2 Аделаїда, Австралія ATP 250 Тверде – $642,735 – 28S/16Q/24D Одиночний розряд – Парний розряд | Квон Сун-ву 6–4, 3–6, 7–6(7–4) | Роберто Баутіста Аґут | Танасі Коккінакіс Джек Драпер        | Міомір Кецмановіч Алехандро Давидович Фокіна Карен Хачанов Мікаель Імер |
| 9 січня           | Adelaide International 2 Аделаїда, Австралія ATP 250 Тверде – $642,735 – 28S/16Q/24D Одиночний розряд – Парний розряд | Марсело Аревало Жан-Жульєн Роєр Walkover | Іван Додіг Остін Крайчек | Танасі Коккінакіс Джек Драпер        | Міомір Кецмановіч Алехандро Давидович Фокіна Карен Хачанов Мікаель Імер |
| 9 січня           | Auckland Open Окленд (Нова Зеландія), Нова Зеландія ATP 250 Тверде – $713,495 – 28S/16Q/16D Одиночний розряд – Парний розряд | Рішар Гаске 4–6, 6–4, 6–4 | Кемерон Норрі | Констан Лестьєнн Дженсон Бруксбі     | Ласло Дьоре Давід Ґоффен Квентен Аліс Маркос Гірон                      |
| 9 січня           | Auckland Open Окленд (Нова Зеландія), Нова Зеландія ATP 250 Тверде – $713,495 – 28S/16Q/16D Одиночний розряд – Парний розряд | Нікола Мектич Мате Павич 6–4, 6–7(5–7), [10–6] | Натаніел Ламмонс Джексон Вітроу | Констан Лестьєнн Дженсон Бруксбі     | Ласло Дьоре Давід Ґоффен Квентен Аліс Маркос Гірон                      |
| 16 січня 23 січня | Відкритий чемпіонат Австралії з тенісу Мельбурн, Австралія Grand Slam Тверде – A$34,848,000 128S/128Q/64D/32X Одиночний розряд – Парний розряд – Мікст | Новак Джокович 6–3, 7–6(7–4), 7–6(7–5) | Стефанос Ціціпас | Карен Хачанов Томмі Пол              | Себастьян Корда Їржі Легечка Андрій Рубльов Бен Шелтон                  |
| 16 січня 23 січня | Відкритий чемпіонат Австралії з тенісу Мельбурн, Австралія Grand Slam Тверде – A$34,848,000 128S/128Q/64D/32X Одиночний розряд – Парний розряд – Мікст | Рінкі Хіджіката Джейсон Кублер 6–4, 7–6(7–4) | Юго Нис Ян Зелінський | Карен Хачанов Томмі Пол              | Себастьян Корда Їржі Легечка Андрій Рубльов Бен Шелтон                  |
| 16 січня 23 січня | Відкритий чемпіонат Австралії з тенісу Мельбурн, Австралія Grand Slam Тверде – A$34,848,000 128S/128Q/64D/32X Одиночний розряд – Парний розряд – Мікст | Луїза Стефані Рафаель Матос 7–6(7–2), 6–2 | Саня Мірза Роган Бопанна | Карен Хачанов Томмі Пол              | Себастьян Корда Їржі Легечка Андрій Рубльов Бен Шелтон                  |
| 30 січня          | Davis Cup Рієка, Хорватія – hard (i) Татабанья, Угорщина – hard (i) Ташкент, Узбекистан – hard (i) Трір, Німеччина – hard (i) Cota, Колумбія – clay (i) Осло, Норвегія – hard (i) Ла-Серена, Чилі – clay Сеул, Південна Корея – hard (i) Стокгольм, Швеція – hard (i) Гронінген, Нідерланди – hard (i) Еспоо, Фінляндія – hard (i) Мая, Португалія – clay (i) | Перемогли у кваліфікації · Хорватія 3–1 · Франція 3–2 · Сполучені Штати Америки 4–0 · Швейцарія 3–2 · Велика Британія 3–1 · Сербія 4–0 · Чилі 3–1 · Південна Корея 3–2 · Швеція 3–1 · Нідерланди 4–0 · Фінляндія 3–1 · Чехія 3–1 | Програли у кваліфікації · Австрія · Угорщина · Узбекистан · Німеччина · Колумбія · Норвегія · Казахстан · Бельгія · Боснія і Герцеговина · Словаччина · Аргентина · Португалія |                                      |                                                                         |

### Лютий
| Тиждень   | Турнір | Чемпіони                                                   | Фіналісти                               | Півфіналісти                                | Чвертьфіналісти                                                                  |
| --------- | --- | ---------------------------------------------------------- | --------------------------------------- | ------------------------------------------- | -------------------------------------------------------------------------------- |
| 6 лютого  | Córdoba Open Кордова, Аргентина ATP 250 Ґрунт (red) – $713,495 – 28S/16Q/16D Одиночний розряд – Парний розряд        | Себастьян Баес 6–1, 3–6, 6–3                               | Федеріко Корія                          | Уго Дельєн Альберт Рамос Віньолас           | Хуан Мануель Черундоло Tomás Barrios Vera Жуан Соуза Франсіско Черундоло         |
| 6 лютого  | Córdoba Open Кордова, Аргентина ATP 250 Ґрунт (red) – $713,495 – 28S/16Q/16D Одиночний розряд – Парний розряд        | Максімо Гонсалес Андрес Мольтені 6–4, 6–4                  | Садіо Думбія Фаб'єн Ребуль              | Уго Дельєн Альберт Рамос Віньолас           | Хуан Мануель Черундоло Tomás Barrios Vera Жуан Соуза Франсіско Черундоло         |
| 6 лютого  | Open Sud de France Монпельє, Франція ATP 250 Тверде (i) – €630,705 – 28S/16Q/16D Одиночний розряд – Парний розряд    | Яннік Сіннер 7–6(7–3), 6–3                                 | Максім Крессі                           | Гольґер Руне Артюр Фіс                      | Грегуар Баррер Борна Чорич Квентен Аліс Лоренцо Сонего                           |
| 6 лютого  | Open Sud de France Монпельє, Франція ATP 250 Тверде (i) – €630,705 – 28S/16Q/16D Одиночний розряд – Парний розряд    | Робін Гаасе Матве Мідделкоп 7–6(7–4), 4–6, [10–6]          | Максім Крессі Альбано Оліветті          | Гольґер Руне Артюр Фіс                      | Грегуар Баррер Борна Чорич Квентен Аліс Лоренцо Сонего                           |
| 6 лютого  | Dallas Open Даллас, США ATP 250 Тверде (i) – $822,175 – 28S/16Q/16D Одиночний розряд – Парний розряд                 | У Їбін 6–7(4–7), 7–6(7–3), 7–6(14–12)                      | Джон Ізнер                              | Тейлор Фріц Джеффрі Джон Вольф              | Маркос Гірон Адріан Маннаріно Еміліо Гомес Френсіс Тіафо                         |
| 6 лютого  | Dallas Open Даллас, США ATP 250 Тверде (i) – $822,175 – 28S/16Q/16D Одиночний розряд – Парний розряд                 | Джеймі Маррей Майкл Вінус 1–6, 7–6(7–4), [10–7]            | Натаніел Ламмонс Джексон Вітроу         | Тейлор Фріц Джеффрі Джон Вольф              | Маркос Гірон Адріан Маннаріно Еміліо Гомес Френсіс Тіафо                         |
| 13 лютого | Rotterdam Open Роттердам, Нідерланди ATP 500 Тверде (i) – €2,224,460 – 32S/16Q/16D Одиночний розряд – Парний розряд  | Данило Медведєв 5–7, 6–2, 6–2                              | Яннік Сіннер                            | Таллон Ґрікспор Григор Димитров             | Стен Вавринка Ґейс Браувер Фелікс Оже-Аліассім Алекс де Мінор                    |
| 13 лютого | Rotterdam Open Роттердам, Нідерланди ATP 500 Тверде (i) – €2,224,460 – 32S/16Q/16D Одиночний розряд – Парний розряд  | Іван Додіг Остін Крайчек 7–6(7–5), 2–6, [12–10]            | Роган Бопанна Меттью Ебден              | Таллон Ґрікспор Григор Димитров             | Стен Вавринка Ґейс Браувер Фелікс Оже-Аліассім Алекс де Мінор                    |
| 13 лютого | Argentina Open Буенос-Айрес, Аргентина ATP 250 Ґрунт (red) – $711,600 – 28S/16Q/16D Одиночний розряд – Парний розряд | Карлос Алькарас 6–3, 7–5                                   | Кемерон Норрі                           | Bernabé Zapata Miralles Хуан Пабло Варільяс | Душан Лайович Франсіско Черундоло Лоренцо Музетті Tomás Martín Etcheverry        |
| 13 лютого | Argentina Open Буенос-Айрес, Аргентина ATP 250 Ґрунт (red) – $711,600 – 28S/16Q/16D Одиночний розряд – Парний розряд | Сімоне Болеллі Фабіо Фоніні 6–2, 6–4                       | Ніколас Баррієнтос Аріель Беар          | Bernabé Zapata Miralles Хуан Пабло Варільяс | Душан Лайович Франсіско Черундоло Лоренцо Музетті Tomás Martín Etcheverry        |
| 13 лютого | Delray Beach Open Дельрей-Біч, США ATP 250 Тверде – $718,245 – 28S/16Q/16D Одиночний розряд – Парний розряд          | Тейлор Фріц 6–0, 5–7, 6–2                                  | Міомір Кецмановіч                       | Маккензі Макдоналд Раду Албот               | Адріан Маннаріно Майкл Ммо Маркос Гірон Томмі Пол                                |
| 13 лютого | Delray Beach Open Дельрей-Біч, США ATP 250 Тверде – $718,245 – 28S/16Q/16D Одиночний розряд – Парний розряд          | Марсело Аревало Жан-Жульєн Роєр 6–3, 6–4                   | Рінкі Хіджіката Reese Stalder           | Маккензі Макдоналд Раду Албот               | Адріан Маннаріно Майкл Ммо Маркос Гірон Томмі Пол                                |
| 20 лютого | Rio Open Ріо-де-Жанейро, Бразилія ATP 500 Ґрунт (red) – $2,013,940 – 32S/16Q/16D Одиночний розряд – Парний розряд    | Кемерон Норрі 5–7, 6–4, 7–5                                | Карлос Алькарас                         | Ніколас Джаррі Bernabé Zapata Miralles      | Душан Лайович Себастьян Баес Альберт Рамос Віньолас Уго Дельєн                   |
| 20 лютого | Rio Open Ріо-де-Жанейро, Бразилія ATP 500 Ґрунт (red) – $2,013,940 – 32S/16Q/16D Одиночний розряд – Парний розряд    | Максімо Гонсалес Андрес Мольтені 6–1, 7–6(7–3)             | Хуан Себастьян Кабаль Марсело Мело      | Ніколас Джаррі Bernabé Zapata Miralles      | Душан Лайович Себастьян Баес Альберт Рамос Віньолас Уго Дельєн                   |
| 20 лютого | Open 13 Марсель, Франція ATP 250 Тверде (i) – €707,510 – 28S/16Q/16D Одиночний розряд – Парний розряд                | Губерт Гуркач 6–3, 7–6(7–4)                                | Бенжамен Бонзі                          | Олександр Бублик Артюр Фіс                  | Мікаель Імер Григор Димитров Алекс де Мінор Стен Вавринка                        |
| 20 лютого | Open 13 Марсель, Франція ATP 250 Тверде (i) – €707,510 – 28S/16Q/16D Одиночний розряд – Парний розряд                | Сантьяго Гонсалес Едуар Роже-Васслен 4–6, 7–6(7–4), [10–7] | Ніколя Маю Фабріс Мартен                | Олександр Бублик Артюр Фіс                  | Мікаель Імер Григор Димитров Алекс де Мінор Стен Вавринка                        |
| 20 лютого | Qatar Open Доха, Катар ATP 250 Тверде – $1,377,025 – 28S/16Q/16D Одиночний розряд – Парний розряд                    | Данило Медведєв 6–4, 6–4                                   | Енді Маррей                             | Їржі Легечка Фелікс Оже-Аліассім            | Андрій Рубльов Александр Мюллер Christopher O'Connell Алехандро Давидович Фокіна |
| 20 лютого | Qatar Open Доха, Катар ATP 250 Тверде – $1,377,025 – 28S/16Q/16D Одиночний розряд – Парний розряд                    | Роган Бопанна Меттью Ебден 6–7(5–7), 6–4, [10–6]           | Констан Лестьєнн Ботік ван де Зандсгулп | Їржі Легечка Фелікс Оже-Аліассім            | Андрій Рубльов Александр Мюллер Christopher O'Connell Алехандро Давидович Фокіна |
| 27 лютого | Mexican Open Акапулько, Мексика ATP 500 Тверде – $2,013,940 – 32S/16Q/16D Одиночний розряд – Парний розряд           | Алекс де Мінор 3–6, 6–4, 6–1                               | Томмі Пол                               | Тейлор Фріц Гольґер Руне                    | Маккензі Макдоналд Френсіс Тіафо Маттео Берреттіні Таро Даніель                  |
| 27 лютого | Mexican Open Акапулько, Мексика ATP 500 Тверде – $2,013,940 – 32S/16Q/16D Одиночний розряд – Парний розряд           | Александер Ерлер Лукас Мідлер 7–6(11–9), 7–6(7–3)          | Натаніел Ламмонс Джексон Вітроу         | Тейлор Фріц Гольґер Руне                    | Маккензі Макдоналд Френсіс Тіафо Маттео Берреттіні Таро Даніель                  |
| 27 лютого | Dubai Tennis Championships Дубай, ОАЕ ATP 500 Тверде – $2,855,495 – 32S/16Q/16D Одиночний розряд – Парний розряд     | Данило Медведєв 6–2, 6–2                                   | Андрій Рубльов                          | Новак Джокович Александр Зверєв             | Губерт Гуркач Борна Чорич Лоренцо Сонего Ботік ван де Зандсгулп                  |
| 27 лютого | Dubai Tennis Championships Дубай, ОАЕ ATP 500 Тверде – $2,855,495 – 32S/16Q/16D Одиночний розряд – Парний розряд     | Максім Крессі Фабріс Мартен 7–6(7–2), 6–4                  | Ллойд Ґласспул Гаррі Геліоваара         | Новак Джокович Александр Зверєв             | Губерт Гуркач Борна Чорич Лоренцо Сонего Ботік ван де Зандсгулп                  |
| 27 лютого | Chile Open Сантьяго, Чилі ATP 250 Ґрунт (red) – $642,735 – 28S/16Q/16D Одиночний розряд – Парний розряд              | Ніколас Джаррі 6–7(5–7), 7–6(7–5), 6–2                     | Tomás Martín Etcheverry                 | Хауме Мунар Себастьян Баес                  | Тьяго Монтейро Яннік Ганфманн Ласло Дьоре Душан Лайович                          |
| 27 лютого | Chile Open Сантьяго, Чилі ATP 250 Ґрунт (red) – $642,735 – 28S/16Q/16D Одиночний розряд – Парний розряд              | Андреа Пеллегрино Андреа Вавассорі 6–4, 3–6, [12–10]       | Тьягу Сейбот Вілд Matías Soto           | Хауме Мунар Себастьян Баес                  | Тьяго Монтейро Яннік Ганфманн Ласло Дьоре Душан Лайович                          |

### Березень
| Тиждень               | Турнір | Чемпіони                                           | Фіналісти                | Півфіналісти                  | Чвертьфіналісти                                                          |
| --------------------- | --- | -------------------------------------------------- | ------------------------ | ----------------------------- | ------------------------------------------------------------------------ |
| 6 березня 13 березня  | Indian Wells Masters Індіан-Веллс, США ATP Masters 1000 Тверде – $8,800,000 – 96S/48Q/32D Одиночний розряд – Парний розряд | Карлос Алькарас 6–3, 6–2                           | Данило Медведєв          | Яннік Сіннер Френсіс Тіафо    | Фелікс Оже-Аліассім Тейлор Фріц Алехандро Давидович Фокіна Кемерон Норрі |
| 6 березня 13 березня  | Indian Wells Masters Індіан-Веллс, США ATP Masters 1000 Тверде – $8,800,000 – 96S/48Q/32D Одиночний розряд – Парний розряд | Роган Бопанна Меттью Ебден 6–3, 2–6, [10–8]        | Веслі Колгоф Ніл Скупскі | Яннік Сіннер Френсіс Тіафо    | Фелікс Оже-Аліассім Тейлор Фріц Алехандро Давидович Фокіна Кемерон Норрі |
| 20 березня 27 березня | Miami Open Маямі-Гарденс, США ATP Masters 1000 Тверде – $8,800,000 – 96S/48Q/32D Одиночний розряд – Парний розряд          | Данило Медведєв 7–5, 6–3                           | Яннік Сіннер             | Карлос Алькарас Карен Хачанов | Тейлор Фріц Еміль Русувуорі Крістофер Юбенкс Франсіско Черундоло         |
| 20 березня 27 березня | Miami Open Маямі-Гарденс, США ATP Masters 1000 Тверде – $8,800,000 – 96S/48Q/32D Одиночний розряд – Парний розряд          | Сантьяго Гонсалес Едуар Роже-Васслен 7–6(7–4), 7–5 | Остін Крайчек Ніколя Маю | Карлос Алькарас Карен Хачанов | Тейлор Фріц Еміль Русувуорі Крістофер Юбенкс Франсіско Черундоло         |

### Квітень
| Тиждень            | Турнір | Чемпіони                                                | Фіналісти                            | Півфіналісти                      | Чвертьфіналісти                                                               |
| ------------------ | --- | ------------------------------------------------------- | ------------------------------------ | --------------------------------- | ----------------------------------------------------------------------------- |
| 3 квітня           | U.S. Men's Clay Court Championships Х'юстон, США ATP 250 Ґрунт (maroon) – $642,735 – 28S/16Q/16D Одиночний розряд – Парний розряд           | Френсіс Тіафо 7–6(7–1), 7–6(8–6)                        | Tomás Martín Etcheverry              | Ґейс Браувер Яннік Ганфманн       | Джейсон Кублер Джеффрі Джон Вольф Крістіан Гарін Томаш Махач                  |
| 3 квітня           | U.S. Men's Clay Court Championships Х'юстон, США ATP 250 Ґрунт (maroon) – $642,735 – 28S/16Q/16D Одиночний розряд – Парний розряд           | Макс Перселл Джордан Томпсон 4–6, 6–4, [10–5]           | Джуліан Кеш Генрі Паттен             | Ґейс Браувер Яннік Ганфманн       | Джейсон Кублер Джеффрі Джон Вольф Крістіан Гарін Томаш Махач                  |
| 3 квітня           | Grand Prix Hassan II Марракеш, Марокко ATP 250 Ґрунт (red) – €562,815 – 28S/16Q/16D Одиночний розряд – Парний розряд                        | Роберто Карбальєс Баена 4–6, 7–6(7–3), 6–2              | Александр Мюллер                     | Павло Котов Ден Еванс             | Лоренцо Музетті Christopher O'Connell Таллон Ґрікспор Андреа Вавассорі        |
| 3 квітня           | Grand Prix Hassan II Марракеш, Марокко ATP 250 Ґрунт (red) – €562,815 – 28S/16Q/16D Одиночний розряд – Парний розряд                        | Марсело Демолінер Андреа Вавассорі 6–4, 3–6, [12–10]    | Александер Ерлер Лукас Мідлер        | Павло Котов Ден Еванс             | Лоренцо Музетті Christopher O'Connell Таллон Ґрікспор Андреа Вавассорі        |
| 3 квітня           | Estoril Open Кашкайш, Португалія ATP 250 Ґрунт (red) – €562,815 – 28S/16Q/16D Одиночний розряд – Парний розряд                              | Каспер Рууд 6–2, 7–6(7–3)                               | Міомір Кецмановіч                    | Квентен Аліс Марко Чеккінато      | Себастьян Баес Домінік Тім Алехандро Давидович Фокіна Bernabé Zapata Miralles |
| 3 квітня           | Estoril Open Кашкайш, Португалія ATP 250 Ґрунт (red) – €562,815 – 28S/16Q/16D Одиночний розряд – Парний розряд                              | Сандер Жіє Йоран Вліґен 6–3, 6–4                        | Нікола Чачиц Міомір Кецмановіч       | Квентен Аліс Марко Чеккінато      | Себастьян Баес Домінік Тім Алехандро Давидович Фокіна Bernabé Zapata Miralles |
| 10 квітня          | Monte-Carlo Masters Рокбрюн-Кап-Мартен, Франція ATP Masters 1000 Ґрунт (red) – €5,779,335 – 56S/28Q/28D Одиночний розряд – Парний розряд    | Андрій Рубльов 5–7, 6–2, 7–5                            | Гольґер Руне                         | Яннік Сіннер Тейлор Фріц          | Лоренцо Музетті Данило Медведєв Ян-Леннард Штруфф Стефанос Ціціпас            |
| 10 квітня          | Monte-Carlo Masters Рокбрюн-Кап-Мартен, Франція ATP Masters 1000 Ґрунт (red) – €5,779,335 – 56S/28Q/28D Одиночний розряд – Парний розряд    | Іван Додіг Остін Крайчек 6–0, 4–6, [14–12]              | Ромен Арнеодо Зам Вайсборн           | Яннік Сіннер Тейлор Фріц          | Лоренцо Музетті Данило Медведєв Ян-Леннард Штруфф Стефанос Ціціпас            |
| 17 квітня          | Barcelona Open Барселона, Іспанія ATP 500 Ґрунт (red) – €2,722,480 – 48S/24Q/16D Одиночний розряд – Парний розряд                           | Карлос Алькарас 6–3, 6–4                                | Стефанос Ціціпас                     | Ден Еванс Лоренцо Музетті         | Алехандро Давидович Фокіна Франсіско Черундоло Яннік Сіннер Алекс де Мінор    |
| 17 квітня          | Barcelona Open Барселона, Іспанія ATP 500 Ґрунт (red) – €2,722,480 – 48S/24Q/16D Одиночний розряд – Парний розряд                           | Максімо Гонсалес Андрес Мольтені 6–3, 6–7(8–10), [10–4] | Веслі Колгоф Ніл Скупскі             | Ден Еванс Лоренцо Музетті         | Алехандро Давидович Фокіна Франсіско Черундоло Яннік Сіннер Алекс де Мінор    |
| 17 квітня          | Bavarian International Tennis Championships Мюнхен, Німеччина ATP 250 Ґрунт (red) – €562,815 – 28S/16Q/16D Одиночний розряд – Парний розряд | Гольґер Руне 6–4, 1–6, 7–6(7–3)                         | Ботік ван де Зандсгулп               | Christopher O'Connell Тейлор Фріц | Крістіан Гарін Flavio Cobolli Маркос Гірон Домінік Тім                        |
| 17 квітня          | Bavarian International Tennis Championships Мюнхен, Німеччина ATP 250 Ґрунт (red) – €562,815 – 28S/16Q/16D Одиночний розряд – Парний розряд | Александер Ерлер Лукас Мідлер 6–3, 6–4                  | Кевін Кравіц Тім Пюц                 | Christopher O'Connell Тейлор Фріц | Крістіан Гарін Flavio Cobolli Маркос Гірон Домінік Тім                        |
| 17 квітня          | Srpska Open Баня-Лука, Боснія і Герцеговина ATP 250 Ґрунт (red) – €562,815 – 28S/16Q/16D Одиночний розряд – Парний розряд                   | Душан Лайович 6–3, 4–6, 6–4                             | Андрій Рубльов                       | Міомір Кецмановіч Алекс Молчан    | Новак Джокович Їржі Легечка Ласло Дьоре Дамір Джумхур                         |
| 17 квітня          | Srpska Open Баня-Лука, Боснія і Герцеговина ATP 250 Ґрунт (red) – €562,815 – 28S/16Q/16D Одиночний розряд – Парний розряд                   | Джеймі Маррей Майкл Вінус 7–5, 6–2                      | Франсіску Кабрал Олександр Недовєсов | Міомір Кецмановіч Алекс Молчан    | Новак Джокович Їржі Легечка Ласло Дьоре Дамір Джумхур                         |
| 24 квітня 1 травня | Madrid Open Мадрид, Іспанія ATP Masters 1000 Ґрунт (red) – €7,705,780 – 96S/48Q/32D Одиночний розряд – Парний розряд                        | Карлос Алькарас 6–4, 3–6, 6–3                           | Ян-Леннард Штруфф                    | Борна Чорич Аслан Карацев         | Карен Хачанов Даніель Альтмаєр Стефанос Ціціпас Чжан Чжичжень                 |
| 24 квітня 1 травня | Madrid Open Мадрид, Іспанія ATP Masters 1000 Ґрунт (red) – €7,705,780 – 96S/48Q/32D Одиночний розряд – Парний розряд                        | Карен Хачанов Андрій Рубльов 6–3, 3–6, [10–3]           | Роган Бопанна Меттью Ебден           | Борна Чорич Аслан Карацев         | Карен Хачанов Даніель Альтмаєр Стефанос Ціціпас Чжан Чжичжень                 |

### Травень
| Тиждень            | Турнір | Чемпіони                                     | Фіналісти                           | Півфіналісти                     | Чвертьфіналісти                                                     |
| ------------------ | --- | -------------------------------------------- | ----------------------------------- | -------------------------------- | ------------------------------------------------------------------- |
| 8 травня 15 травня | Italian Open Rome, Італія ATP Masters 1000 Ґрунт (red) – €7,705,780 – 96S/48Q/32D Одиночний розряд – Парний розряд                                  | Данило Медведєв 7–5, 7–5                     | Гольґер Руне                        | Каспер Рууд Стефанос Ціціпас     | Новак Джокович Франсіско Черундоло Яннік Ганфманн Борна Чорич       |
| 8 травня 15 травня | Italian Open Rome, Італія ATP Masters 1000 Ґрунт (red) – €7,705,780 – 96S/48Q/32D Одиночний розряд – Парний розряд                                  | Юго Нис Ян Зелінський 7–5, 6–1               | Робін Гаасе Ботік ван де Зандсгулп  | Каспер Рууд Стефанос Ціціпас     | Новак Джокович Франсіско Черундоло Яннік Ганфманн Борна Чорич       |
| 22 травня          | Geneva Open Женева, Швейцарія ATP 250 Ґрунт (red) – €562,815 – 28S/16Q/16D Одиночний розряд – Парний розряд                                         | Ніколас Джаррі 7–6(7–1), 6–1                 | Григор Димитров                     | Александр Зверєв Тейлор Фріц     | Каспер Рууд У Їбін Christopher O'Connell Ілля Івашко                |
| 22 травня          | Geneva Open Женева, Швейцарія ATP 250 Ґрунт (red) – €562,815 – 28S/16Q/16D Одиночний розряд – Парний розряд                                         | Джеймі Маррей Майкл Вінус 7–6(8–6), 7–6(7–3) | Марсель Гранольєрс Орасіо Себальйос | Александр Зверєв Тейлор Фріц     | Каспер Рууд У Їбін Christopher O'Connell Ілля Івашко                |
| 22 травня          | Lyon Open Ліон, Франція ATP 250 Ґрунт (red) – €562,815 – 28S/16Q/16D Одиночний розряд – Парний розряд                                               | Артюр Фіс 6–3, 7–5                           | Франсіско Черундоло                 | Брендон Накашіма Кемерон Норрі   | Фелікс Оже-Аліассім Томмі Пол Джек Драпер Себастьян Баес            |
| 22 травня          | Lyon Open Ліон, Франція ATP 250 Ґрунт (red) – €562,815 – 28S/16Q/16D Одиночний розряд – Парний розряд                                               | Ражів Рам Джо Солсбері 6–0, 6–3              | Ніколя Маю Матве Мідделкоп          | Брендон Накашіма Кемерон Норрі   | Фелікс Оже-Аліассім Томмі Пол Джек Драпер Себастьян Баес            |
| 29 травня 5 червня | Відкритий чемпіонат Франції з тенісу Paris, Франція Grand Slam Ґрунт (red) – €23,115,000 128S/128Q/64D/32X Одиночний розряд – Парний розряд – Мікст | Новак Джокович 7–6(7–1), 6–3, 7–5            | Каспер Рууд                         | Карлос Алькарас Александр Зверєв | Стефанос Ціціпас Карен Хачанов Гольґер Руне Tomás Martín Etcheverry |
| 29 травня 5 червня | Відкритий чемпіонат Франції з тенісу Paris, Франція Grand Slam Ґрунт (red) – €23,115,000 128S/128Q/64D/32X Одиночний розряд – Парний розряд – Мікст | Іван Додіг Остін Крайчек 6–3, 6–1            | Сандер Жіє Йоран Вліґен             | Карлос Алькарас Александр Зверєв | Стефанос Ціціпас Карен Хачанов Гольґер Руне Tomás Martín Etcheverry |
| 29 травня 5 червня | Відкритий чемпіонат Франції з тенісу Paris, Франція Grand Slam Ґрунт (red) – €23,115,000 128S/128Q/64D/32X Одиночний розряд – Парний розряд – Мікст | Като Мію Тім Пюц 4–6, 6–4, [10–6]            | Б'янка Андреєску Майкл Вінус        | Карлос Алькарас Александр Зверєв | Стефанос Ціціпас Карен Хачанов Гольґер Руне Tomás Martín Etcheverry |

### Червень
| Тиждень   | Турнір | Чемпіони                                                | Фіналісти                           | Півфіналісти                           | Чвертьфіналісти                                                 |
| --------- | --- | ------------------------------------------------------- | ----------------------------------- | -------------------------------------- | --------------------------------------------------------------- |
| 12 червня | Stuttgart Open Штутгарт, Німеччина ATP 250 Трава – €718,410 – 28S/16Q/16D Одиночний розряд – Парний розряд                         | Френсіс Тіафо 4–6, 7–6(7–1), 7–6(10–8)                  | Ян-Леннард Штруфф                   | Губерт Гуркач Мартон Фучович           | Рішар Гаске Christopher O'Connell Лоренцо Музетті Тейлор Фріц   |
| 12 червня | Stuttgart Open Штутгарт, Німеччина ATP 250 Трава – €718,410 – 28S/16Q/16D Одиночний розряд – Парний розряд                         | Нікола Мектич Мате Павич 7–6(7–2), 6–3                  | Кевін Кравіц Тім Пюц                | Губерт Гуркач Мартон Фучович           | Рішар Гаске Christopher O'Connell Лоренцо Музетті Тейлор Фріц   |
| 12 червня | Rosmalen Grass Court Championships Гертогенбос, Нідерланди ATP 250 Трава – €673,630 – 28S/16Q/16D Одиночний розряд – Парний розряд | Таллон Ґрікспор 6–7(4–7), 7–6(7–3), 6–3                 | Джордан Томпсон                     | Рінкі Хіджіката Еміль Русувуорі        | Адріан Маннаріно Маккензі Макдоналд Алекс де Мінор Яннік Сіннер |
| 12 червня | Rosmalen Grass Court Championships Гертогенбос, Нідерланди ATP 250 Трава – €673,630 – 28S/16Q/16D Одиночний розряд – Парний розряд | Веслі Колгоф Ніл Скупскі 7–6(7–1), 6–2                  | Ґонсало Ескобар Олександр Недовєсов | Рінкі Хіджіката Еміль Русувуорі        | Адріан Маннаріно Маккензі Макдоналд Алекс де Мінор Яннік Сіннер |
| 19 червня | Halle Open Галле, Німеччина ATP 500 Трава – €2,195,175 – 32S/16Q/16D Одиночний розряд – Парний розряд                              | Олександр Бублик 6–3, 3–6, 6–3                          | Андрій Рубльов                      | Роберто Баутіста Аґут Александр Зверєв | Данило Медведєв Таллон Ґрікспор Яннік Сіннер Ніколас Джаррі     |
| 19 червня | Halle Open Галле, Німеччина ATP 500 Трава – €2,195,175 – 32S/16Q/16D Одиночний розряд – Парний розряд                              | Марсело Мело Джон Пірс (тенісист) 7–6(7–3), 3–6, [10–6] | Сімоне Болеллі Андреа Вавассорі     | Роберто Баутіста Аґут Александр Зверєв | Данило Медведєв Таллон Ґрікспор Яннік Сіннер Ніколас Джаррі     |
| 19 червня | Queen's Club Championships London, Велика Британія ATP 500 Трава – €2,195,175 – 32S/16Q/16D Одиночний розряд – Парний розряд       | Карлос Алькарас 6–4, 6–4                                | Алекс де Мінор                      | Себастьян Корда Гольґер Руне           | Григор Димитров Кемерон Норрі Адріан Маннаріно Лоренцо Музетті  |
| 19 червня | Queen's Club Championships London, Велика Британія ATP 500 Трава – €2,195,175 – 32S/16Q/16D Одиночний розряд – Парний розряд       | Іван Додіг Остін Крайчек 6–4, 6–7(5–7), [10–3]          | Тейлор Фріц Їржі Легечка            | Себастьян Корда Гольґер Руне           | Григор Димитров Кемерон Норрі Адріан Маннаріно Лоренцо Музетті  |
| 26 червня | Mallorca Championships Santa Ponsa, Іспанія ATP 250 Трава – €915,630 – 28S/16Q/16D Одиночний розряд – Парний розряд                | Крістофер Юбенкс 6–1, 6–4                               | Адріан Маннаріно                    | Яннік Ганфманн Ллойд Гарріс            | Фелісіано Лопес Корентен Муте Артур Рендеркнек Павло Котов      |
| 26 червня | Mallorca Championships Santa Ponsa, Іспанія ATP 250 Трава – €915,630 – 28S/16Q/16D Одиночний розряд – Парний розряд                | Юкі Бгамбрі Ллойд Гарріс 6–3, 6–4                       | Робін Гаасе Філіпп Освальд          | Яннік Ганфманн Ллойд Гарріс            | Фелісіано Лопес Корентен Муте Артур Рендеркнек Павло Котов      |
| 26 червня | Eastbourne International Істборн, Велика Британія ATP 250 Трава – €723,655 – 28S/16Q/16D Одиночний розряд – Парний розряд          | Франсіско Черундоло 6–4, 1–6, 6–4                       | Томмі Пол                           | Маккензі Макдоналд Грегуар Баррер      | Мікаель Імер Чжан Чжичжень Міомір Кецмановіч Джеффрі Джон Вольф |
| 26 червня | Eastbourne International Істборн, Велика Британія ATP 250 Трава – €723,655 – 28S/16Q/16D Одиночний розряд – Парний розряд          | Нікола Мектич Мате Павич 6–4, 6–2                       | Іван Додіг Остін Крайчек            | Маккензі Макдоналд Грегуар Баррер      | Мікаель Імер Чжан Чжичжень Міомір Кецмановіч Джеффрі Джон Вольф |

### Липень
| Тиждень          | Турнір | Чемпіони                                               | Фіналісти                           | Півфіналісти                              | Чвертьфіналісти                                               |
| ---------------- | --- | ------------------------------------------------------ | ----------------------------------- | ----------------------------------------- | ------------------------------------------------------------- |
| 3 липня 10 липня | Вімблдонський турнір London, Велика Британія Grand Slam Трава – £20,747,000 128S/128Q/64D/32X Одиночний розряд – Парний розряд – Мікст | Карлос Алькарас 1–6, 7–6(8–6), 6–1, 3–6, 6–4           | Новак Джокович                      | Данило Медведєв Яннік Сіннер              | Гольґер Руне Крістофер Юбенкс Роман Сафіуллін Андрій Рубльов  |
| 3 липня 10 липня | Вімблдонський турнір London, Велика Британія Grand Slam Трава – £20,747,000 128S/128Q/64D/32X Одиночний розряд – Парний розряд – Мікст | Веслі Колгоф Ніл Скупскі 6–4, 6–4                      | Марсель Гранольєрс Орасіо Себальйос | Данило Медведєв Яннік Сіннер              | Гольґер Руне Крістофер Юбенкс Роман Сафіуллін Андрій Рубльов  |
| 3 липня 10 липня | Вімблдонський турнір London, Велика Британія Grand Slam Трава – £20,747,000 128S/128Q/64D/32X Одиночний розряд – Парний розряд – Мікст | Мате Павич Людмила Кіченок 6–4, 6–7(9–11), 6–3         | Йоран Вліґен Сюй Їфань              | Данило Медведєв Яннік Сіннер              | Гольґер Руне Крістофер Юбенкс Роман Сафіуллін Андрій Рубльов  |
| 17 липня         | Hopman Cup Ніцца, Франція ITF Mixed Teams Championships Ґрунт (red) – 6 teams (RR)                                                     | Хорватія · 2–0                                         | Швейцарія                           | Круговий турнір (Group 1) Данія · Франція | Круговий турнір (Group 2) Бельгія · Іспанія                   |
| 17 липня         | Hall of Fame Open Ньюпорт, США ATP 250 Трава – $642,735 – 28S/16Q/16D Одиночний розряд – Парний розряд                                 | Адріан Маннаріно 6–2, 6–4                              | Alex Michelsen                      | Джон Ізнер Уго Юмбер                      | Томмі Пол Маккензі Макдоналд Кевін Андерсон Джордан Томпсон   |
| 17 липня         | Hall of Fame Open Ньюпорт, США ATP 250 Трава – $642,735 – 28S/16Q/16D Одиночний розряд – Парний розряд                                 | Натаніел Ламмонс Джексон Вітроу 6–3, 5–7, [10–5]       | Вільям Блумберґ Макс Перселл        | Джон Ізнер Уго Юмбер                      | Томмі Пол Маккензі Макдоналд Кевін Андерсон Джордан Томпсон   |
| 17 липня         | Swedish Open Бостад, Швеція ATP 250 Ґрунт (red) – €562,815 – 28S/16Q/16D Одиночний розряд – Парний розряд                              | Андрій Рубльов 7–6(7–3), 6–0                           | Каспер Рууд                         | Лоренцо Музетті Франсіско Черундоло       | Себастьян Офнер Filip Misolic Федеріко Корія Александр Зверєв |
| 17 липня         | Swedish Open Бостад, Швеція ATP 250 Ґрунт (red) – €562,815 – 28S/16Q/16D Одиночний розряд – Парний розряд                              | Ґонсало Ескобар Олександр Недовєсов 6–2, 6–2           | Франсіску Кабрал Рафаель Матос      | Лоренцо Музетті Франсіско Черундоло       | Себастьян Офнер Filip Misolic Федеріко Корія Александр Зверєв |
| 17 липня         | Swiss Open Gstaad, Швейцарія ATP 250 Ґрунт (red) – €562,815 – 28S/16Q/16D Одиночний розряд – Парний розряд                             | Педро Качін 3–6, 6–0, 7–5                              | Альберт Рамос Віньолас              | Hamad Medjedovic Міомір Кецмановіч        | Хауме Мунар Яннік Ганфманн Хуан Пабло Варільяс Zizou Bergs    |
| 17 липня         | Swiss Open Gstaad, Швейцарія ATP 250 Ґрунт (red) – €562,815 – 28S/16Q/16D Одиночний розряд – Парний розряд                             | Домінік Штрікер Стен Вавринка 7–6(10–8), 6–2           | Марсело Демолінер Матве Мідделкоп   | Hamad Medjedovic Міомір Кецмановіч        | Хауме Мунар Яннік Ганфманн Хуан Пабло Варільяс Zizou Bergs    |
| 24 липня         | Hamburg European Open Гамбург, Німеччина ATP 500 Ґрунт (red) – €1,831,515 – 32S/16Q/16D Одиночний розряд – Парний розряд               | Александр Зверєв 7–5, 6–3                              | Ласло Дьоре                         | Артюр Фіс Чжан Чжичжень                   | Каспер Рууд Luca Van Assche Лоренцо Музетті Даніель Альтмаєр  |
| 24 липня         | Hamburg European Open Гамбург, Німеччина ATP 500 Ґрунт (red) – €1,831,515 – 32S/16Q/16D Одиночний розряд – Парний розряд               | Кевін Кравіц Тім Пюц 7–6(7–4), 6–3                     | Сандер Жіє Йоран Вліґен             | Артюр Фіс Чжан Чжичжень                   | Каспер Рууд Luca Van Assche Лоренцо Музетті Даніель Альтмаєр  |
| 24 липня         | Atlanta Open Атланта, США ATP 250 Тверде – $737,170 – 28S/16Q/16D Одиночний розряд – Парний розряд                                     | Тейлор Фріц 7–5, 6–7(5–7), 6–4                         | Aleksandar Vukic                    | Джеффрі Джон Вольф Уго Юмбер              | Нішікорі Кеі Домінік Кепфер Крістофер Юбенкс Алекс де Мінор   |
| 24 липня         | Atlanta Open Атланта, США ATP 250 Тверде – $737,170 – 28S/16Q/16D Одиночний розряд – Парний розряд                                     | Натаніел Ламмонс Джексон Вітроу 7–6(7–3), 7–6(7–4)     | Макс Перселл Джордан Томпсон        | Джеффрі Джон Вольф Уго Юмбер              | Нішікорі Кеі Домінік Кепфер Крістофер Юбенкс Алекс де Мінор   |
| 24 липня         | Croatia Open Умаг, Хорватія ATP 250 Ґрунт (red) – €562,815 – 28S/16Q/16D Одиночний розряд – Парний розряд                              | Олексій Попирин 6–7(5–7), 6–3, 6–4                     | Стен Вавринка                       | Matteo Arnaldi Лоренцо Сонего             | Їржі Легечка Dino Prižmić Роберто Карбальєс Баена Хауме Мунар |
| 24 липня         | Croatia Open Умаг, Хорватія ATP 250 Ґрунт (red) – €562,815 – 28S/16Q/16D Одиночний розряд – Парний розряд                              | Блаж Рола Нино Сердарушич 4–6, 7–6(7–2), [15–13]       | Сімоне Болеллі Андреа Вавассорі     | Matteo Arnaldi Лоренцо Сонего             | Їржі Легечка Dino Prižmić Роберто Карбальєс Баена Хауме Мунар |
| 31 липня         | Washington Open Вашингтон, США ATP 500 Тверде – $2,013,940 – 48S/24Q/16D Одиночний розряд – Парний розряд                              | Ден Еванс 7–5, 6–3                                     | Таллон Ґрікспор                     | Тейлор Фріц Григор Димитров               | Джордан Томпсон Джеффрі Джон Вольф Уго Юмбер Френсіс Тіафо    |
| 31 липня         | Washington Open Вашингтон, США ATP 500 Тверде – $2,013,940 – 48S/24Q/16D Одиночний розряд – Парний розряд                              | Максімо Гонсалес Андрес Мольтені 6–7(4–7), 6–2, [10–6] | Маккензі Макдоналд Бен Шелтон       | Тейлор Фріц Григор Димитров               | Джордан Томпсон Джеффрі Джон Вольф Уго Юмбер Френсіс Тіафо    |
| 31 липня         | Los Cabos Open Los Cabos, Мексика ATP 250 Тверде – $852,480 – 28S/16Q/16D Одиночний розряд – Парний розряд                             | Стефанос Ціціпас 6–3, 6–4                              | Алекс де Мінор                      | Борна Чорич Домінік Кепфер                | Ніколас Джаррі Ілля Івашко Томмі Пол Aleksandar Kovacevic     |
| 31 липня         | Los Cabos Open Los Cabos, Мексика ATP 250 Тверде – $852,480 – 28S/16Q/16D Одиночний розряд – Парний розряд                             | Сантьяго Гонсалес Едуар Роже-Васслен 6–4, 7–5          | Ендрю Гарріс Домінік Кепфер         | Борна Чорич Домінік Кепфер                | Ніколас Джаррі Ілля Івашко Томмі Пол Aleksandar Kovacevic     |
| 31 липня         | Austrian Open Kitzbühel Кіцбюель, Австрія ATP 250 Ґрунт (red) – €562,815 – 28S/16Q/16D Одиночний розряд – Парний розряд                | Себастьян Баес 6–3, 6–1                                | Домінік Тім                         | Tomás Martín Etcheverry Ласло Дьоре       | Даніель Елагі Ґалан Алекс Молчан Педро Качін Артур Рендеркнек |
| 31 липня         | Austrian Open Kitzbühel Кіцбюель, Австрія ATP 250 Ґрунт (red) – €562,815 – 28S/16Q/16D Одиночний розряд – Парний розряд                | Александер Ерлер Лукас Мідлер 6–4, 6–4                 | Ґонсало Ескобар Олександр Недовєсов | Tomás Martín Etcheverry Ласло Дьоре       | Даніель Елагі Ґалан Алекс Молчан Педро Качін Артур Рендеркнек |

### Серпень
| Тиждень             | Турнір | Чемпіони                                          | Фіналісти                     | Півфіналісти                         | Чвертьфіналісти                                                 |
| ------------------- | --- | ------------------------------------------------- | ----------------------------- | ------------------------------------ | --------------------------------------------------------------- |
| 7 серпня            | Canadian Open Торонто, Канада ATP Masters 1000 Тверде – $6,600,000 – 56S/28Q/28D Одиночний розряд – Парний розряд     | Яннік Сіннер 6–4, 6–1                             | Алекс де Мінор                | Томмі Пол Алехандро Давидович Фокіна | Карлос Алькарас Гаель Монфіс Маккензі Макдоналд Данило Медведєв |
| 7 серпня            | Canadian Open Торонто, Канада ATP Masters 1000 Тверде – $6,600,000 – 56S/28Q/28D Одиночний розряд – Парний розряд     | Марсело Аревало Жан-Жульєн Роєр 6–3, 6–1          | Ражів Рам Джо Солсбері        | Томмі Пол Алехандро Давидович Фокіна | Карлос Алькарас Гаель Монфіс Маккензі Макдоналд Данило Медведєв |
| 14 серпня           | Cincinnati Open Мейсон, США ATP Masters 1000 Тверде – $6,600,000 – 56S/28Q/28D Одиночний розряд – Парний розряд       | Новак Джокович 5–7, 7–6(9–7), 7–6(7–4)            | Карлос Алькарас               | Губерт Гуркач Александр Зверєв       | Макс Перселл Олексій Попирин Адріан Маннаріно Тейлор Фріц       |
| 14 серпня           | Cincinnati Open Мейсон, США ATP Masters 1000 Тверде – $6,600,000 – 56S/28Q/28D Одиночний розряд – Парний розряд       | Максімо Гонсалес Андрес Мольтені 3–6, 6–1, [11–9] | Джеймі Маррей Майкл Вінус     | Губерт Гуркач Александр Зверєв       | Макс Перселл Олексій Попирин Адріан Маннаріно Тейлор Фріц       |
| 21 серпня           | Winston-Salem Open Вінстон-Сейлем, США ATP 250 Тверде – $760,930 – 48S/16Q/16D Одиночний розряд – Парний розряд       | Себастьян Баес 6–4, 6–3                           | Їржі Легечка                  | Борна Чорич Себастьян Корда          | Хуан Мануель Черундоло Ласло Дьоре Рішар Гаске Макс Перселл     |
| 21 серпня           | Winston-Salem Open Вінстон-Сейлем, США ATP 250 Тверде – $760,930 – 48S/16Q/16D Одиночний розряд – Парний розряд       | Натаніел Ламмонс Джексон Вітроу 6–3, 6–4          | Ллойд Ґласспул Ніл Скупскі    | Борна Чорич Себастьян Корда          | Хуан Мануель Черундоло Ласло Дьоре Рішар Гаске Макс Перселл     |
| 28 серпня 4 вересня | US Open New York City, США Grand Slam Тверде – $29,148,800 128S/128Q/64D/32X Одиночний розряд – Парний розряд – Мікст | Новак Джокович 6–3, 7–6(7–5), 6–3                 | Данило Медведєв               | Карлос Алькарас Бен Шелтон           | Александр Зверєв Андрій Рубльов Френсіс Тіафо Тейлор Фріц       |
| 28 серпня 4 вересня | US Open New York City, США Grand Slam Тверде – $29,148,800 128S/128Q/64D/32X Одиночний розряд – Парний розряд – Мікст | Ражів Рам Джо Солсбері 2–6, 6–3, 6–4              | Роган Бопанна Меттью Ебден    | Карлос Алькарас Бен Шелтон           | Александр Зверєв Андрій Рубльов Френсіс Тіафо Тейлор Фріц       |
| 28 серпня 4 вересня | US Open New York City, США Grand Slam Тверде – $29,148,800 128S/128Q/64D/32X Одиночний розряд – Парний розряд – Мікст | Анна Даніліна Гаррі Геліоваара 6–3, 6–4           | Джессіка Пегула Остін Крайчек | Карлос Алькарас Бен Шелтон           | Александр Зверєв Андрій Рубльов Френсіс Тіафо Тейлор Фріц       |

### Вересень
| Тиждень    | Турнір | Чемпіони                                           | Фіналісти                       | Півфіналісти                     | Чвертьфіналісти                                                            |
| ---------- | --- | -------------------------------------------------- | ------------------------------- | -------------------------------- | -------------------------------------------------------------------------- |
| 11 вересня | Davis Cup Finals group stage Болонья, Італія Манчестер, Велика Британія Валенсія, Іспанія Спліт, Хорватія Тверде (i) – 16 teams | Canada Great Britain Czech Republic Netherlands    | Italy Australia Serbia Finland  |                                  |                                                                            |
| 18 вересня | Laver Cup Ванкувер, Канада Тверде (i) – $2,250,000                                                                              | Team World 13–2                                    | Team Europe                     |                                  |                                                                            |
| 18 вересня | Chengdu Open Ченду, КНР ATP 250 Тверде – $1,152,805 – 28S/16Q/16D Одиночний розряд – Парний розряд                              | Александр Зверєв 6–7(2–7), 7–6(7–5), 6–3           | Роман Сафіуллін                 | Григор Димитров Лоренцо Музетті  | Міомір Кецмановіч Christopher O'Connell Джордан Томпсон Артур Рендеркнек   |
| 18 вересня | Chengdu Open Ченду, КНР ATP 250 Тверде – $1,152,805 – 28S/16Q/16D Одиночний розряд – Парний розряд                              | Садіо Думбія Фаб'єн Ребуль 4–6, 7–5, [10–7]        | Франсіску Кабрал Рафаель Матос  | Григор Димитров Лоренцо Музетті  | Міомір Кецмановіч Christopher O'Connell Джордан Томпсон Артур Рендеркнек   |
| 18 вересня | Zhuhai Championships Чжухай, КНР ATP 250 Тверде (i) – $981,785 – 28S/16Q/16D Одиночний розряд – Парний розряд                   | Карен Хачанов 7–6(7–2), 6–1                        | Йосіхіто Нісіока                | Себастьян Корда Аслан Карацев    | Маккензі Макдоналд Tomás Martín Etcheverry Ян-Леннард Штруфф Кемерон Норрі |
| 18 вересня | Zhuhai Championships Чжухай, КНР ATP 250 Тверде (i) – $981,785 – 28S/16Q/16D Одиночний розряд – Парний розряд                   | Джеймі Маррей Майкл Вінус 6–4, 6–4                 | Натаніел Ламмонс Джексон Вітроу | Себастьян Корда Аслан Карацев    | Маккензі Макдоналд Tomás Martín Etcheverry Ян-Леннард Штруфф Кемерон Норрі |
| 25 вересня | China Open Пекін, КНР ATP 500 Тверде – $3,633,875 – 32S/16Q/16D Одиночний розряд – Парний розряд                                | Яннік Сіннер 7–6(7–2), 7–6(7–2)                    | Данило Медведєв                 | Карлос Алькарас Александр Зверєв | Каспер Рууд Григор Димитров Ніколас Джаррі Уго Юмбер                       |
| 25 вересня | China Open Пекін, КНР ATP 500 Тверде – $3,633,875 – 32S/16Q/16D Одиночний розряд – Парний розряд                                | Іван Додіг Остін Крайчек 6–7(12–14), 6–3, [10–5]   | Веслі Колгоф Ніл Скупскі        | Карлос Алькарас Александр Зверєв | Каспер Рууд Григор Димитров Ніколас Джаррі Уго Юмбер                       |
| 25 вересня | Astana Open Астана, Казахстан ATP 250 Тверде (i) – $1,017,850 – 28S/16Q/16D Одиночний розряд – Парний розряд                    | Адріан Маннаріно 4–6, 6–3, 6–2                     | Себастьян Корда                 | Hamad Medjedovic Себастьян Офнер | Таллон Ґрікспор Їржі Легечка Домінік Тім Юрій Родіонов                     |
| 25 вересня | Astana Open Астана, Казахстан ATP 250 Тверде (i) – $1,017,850 – 28S/16Q/16D Одиночний розряд – Парний розряд                    | Натаніел Ламмонс Джексон Вітроу 7–6(7–4), 7–6(9–7) | Мате Павич Джон Пірс (тенісист) | Hamad Medjedovic Себастьян Офнер | Таллон Ґрікспор Їржі Легечка Домінік Тім Юрій Родіонов                     |

### Жовтень
| Тиждень           | Турнір | Чемпіони                                                         | Фіналісти                       | Півфіналісти                          | Чвертьфіналісти                                                              |
| ----------------- | --- | ---------------------------------------------------------------- | ------------------------------- | ------------------------------------- | ---------------------------------------------------------------------------- |
| 2 жовтня 9 жовтня | Shanghai Masters Шанхай, КНР ATP Masters 1000 Тверде – $8,800,000 – 96S/48Q/32D Одиночний розряд – Парний розряд     | Губерт Гуркач 6–3, 3–6, 7–6(10–8)                                | Андрій Рубльов                  | Григор Димитров Себастьян Корда       | Ніколас Джаррі Уго Юмбер Fábián Marozsán Бен Шелтон                          |
| 2 жовтня 9 жовтня | Shanghai Masters Шанхай, КНР ATP Masters 1000 Тверде – $8,800,000 – 96S/48Q/32D Одиночний розряд – Парний розряд     | Марсель Гранольєрс Орасіо Себальйос 5–7, 6–2, [10–7]             | Роган Бопанна Меттью Ебден      | Григор Димитров Себастьян Корда       | Ніколас Джаррі Уго Юмбер Fábián Marozsán Бен Шелтон                          |
| 16 жовтня         | Japan Open Tokyo, Японія ATP 500 Тверде – $2,013,940 – 32S/16Q/16D Одиночний розряд – Парний розряд                  | Бен Шелтон 7–5, 6–1                                              | Аслан Карацев                   | Сінтаро Мотідзукі Маркос Гірон        | Олексій Попирин Алекс де Мінор Томмі Пол Фелікс Оже-Аліассім                 |
| 16 жовтня         | Japan Open Tokyo, Японія ATP 500 Тверде – $2,013,940 – 32S/16Q/16D Одиночний розряд – Парний розряд                  | Рінкі Хіджіката Макс Перселл 6–4, 6–1                            | Джеймі Маррей Майкл Вінус       | Сінтаро Мотідзукі Маркос Гірон        | Олексій Попирин Алекс де Мінор Томмі Пол Фелікс Оже-Аліассім                 |
| 16 жовтня         | European Open Антверпен, Бельгія ATP 250 Тверде (i) – €673,630 – 28S/16Q/16D Одиночний розряд – Парний розряд        | Олександр Бублик 6–4, 6–4                                        | Артюр Фіс                       | Стефанос Ціціпас Максіміліан Мартерер | Яннік Ганфманн Хуан Пабло Варільяс Giovanni Mpetshi Perricard Юґо Ґастон     |
| 16 жовтня         | European Open Антверпен, Бельгія ATP 250 Тверде (i) – €673,630 – 28S/16Q/16D Одиночний розряд – Парний розряд        | Petros Tsitsipas Стефанос Ціціпас 6–7(5–7), 6–4, [10–8]          | Аріель Беар Адам Павласек       | Стефанос Ціціпас Максіміліан Мартерер | Яннік Ганфманн Хуан Пабло Варільяс Giovanni Mpetshi Perricard Юґо Ґастон     |
| 16 жовтня         | Stockholm Open Стокгольм, Швеція ATP 250 Тверде (i) – €673,630 – 28S/16Q/16D Одиночний розряд – Парний розряд        | Гаель Монфіс 4–6, 7–6(8–6), 6–3                                  | Павло Котов                     | Міомір Кецмановіч Ласло Дьоре         | Еліяс Імер Таллон Ґрікспор Томаш Махач Адріан Маннаріно                      |
| 16 жовтня         | Stockholm Open Стокгольм, Швеція ATP 250 Тверде (i) – €673,630 – 28S/16Q/16D Одиночний розряд – Парний розряд        | Андрій Голубєв Денис Молчанов 7–6(10–8), 6–2                     | Юкі Бгамбрі Джуліан Кеш         | Міомір Кецмановіч Ласло Дьоре         | Еліяс Імер Таллон Ґрікспор Томаш Махач Адріан Маннаріно                      |
| 23 жовтня         | Swiss Indoors Базель, Швейцарія ATP 500 Тверде (i) – €2,196,000 – 32S/16Q/16D Одиночний розряд – Парний розряд       | Фелікс Оже-Аліассім 7–6(7–3), 7–6(7–5)                           | Губерт Гуркач                   | Гольґер Руне Уго Юмбер                | Tomás Martín Etcheverry Alexander Shevchenko Таллон Ґрікспор Домінік Штрікер |
| 23 жовтня         | Swiss Indoors Базель, Швейцарія ATP 500 Тверде (i) – €2,196,000 – 32S/16Q/16D Одиночний розряд – Парний розряд       | Сантьяго Гонсалес Едуар Роже-Васслен 6–7(8–10), 7–6(7–3), [10–1] | Юго Нис Ян Зелінський           | Гольґер Руне Уго Юмбер                | Tomás Martín Etcheverry Alexander Shevchenko Таллон Ґрікспор Домінік Штрікер |
| 23 жовтня         | Vienna Open Відень, Австрія ATP 500 Тверде (i) – €2,409,835 – 32S/16Q/16D Одиночний розряд – Парний розряд           | Яннік Сіннер 7–6(9–7), 4–6, 6–3                                  | Данило Медведєв                 | Стефанос Ціціпас Андрій Рубльов       | Карен Хачанов Borna Gojo Александр Зверєв Френсіс Тіафо                      |
| 23 жовтня         | Vienna Open Відень, Австрія ATP 500 Тверде (i) – €2,409,835 – 32S/16Q/16D Одиночний розряд – Парний розряд           | Ражів Рам Джо Солсбері 6–4, 5–7, [12–10]                         | Натаніел Ламмонс Джексон Вітроу | Стефанос Ціціпас Андрій Рубльов       | Карен Хачанов Borna Gojo Александр Зверєв Френсіс Тіафо                      |
| 30 жовтня         | Paris Masters Paris, Франція ATP Masters 1000 Тверде (i) – €5,779,335 – 56S/28Q/24D Одиночний розряд – Парний розряд | Новак Джокович 6–4, 6–3                                          | Григор Димитров                 | Андрій Рубльов Стефанос Ціціпас       | Гольґер Руне Алекс де Мінор Губерт Гуркач Карен Хачанов                      |
| 30 жовтня         | Paris Masters Paris, Франція ATP Masters 1000 Тверде (i) – €5,779,335 – 56S/28Q/24D Одиночний розряд – Парний розряд | Сантьяго Гонсалес Едуар Роже-Васслен 6–2, 5–7, [10–7]            | Роган Бопанна Меттью Ебден      | Андрій Рубльов Стефанос Ціціпас       | Гольґер Руне Алекс де Мінор Губерт Гуркач Карен Хачанов                      |

### Листопад
| Тиждень      | Турнір | Чемпіони                                              | Фіналісти                           | Півфіналісти                    | Чвертьфіналісти                                                                             |
| ------------ | --- | ----------------------------------------------------- | ----------------------------------- | ------------------------------- | ------------------------------------------------------------------------------------------- |
| 6 листопада  | Moselle Open Мец, Франція ATP 250 Тверде (i) – €562,815 – 28S/16Q/16D Одиночний розряд – Парний розряд                     | Уго Юмбер 6–3, 6–3                                    | Alexander Shevchenko                | Фабіо Фоніні П'єр-Юг Ербер      | Лоренцо Сонего Гарольд Майо Карен Хачанов Luca Van Assche                                   |
| 6 листопада  | Moselle Open Мец, Франція ATP 250 Тверде (i) – €562,815 – 28S/16Q/16D Одиночний розряд – Парний розряд                     | Юго Нис Ян Зелінський 6–4, 6–4                        | Constantin Frantzen Hendrik Jebens  | Фабіо Фоніні П'єр-Юг Ербер      | Лоренцо Сонего Гарольд Майо Карен Хачанов Luca Van Assche                                   |
| 6 листопада  | Sofia Open Софія, Болгарія ATP 250 Тверде (i) – €562,815 – 28S/16Q/16D Одиночний розряд – Парний розряд                    | Адріан Маннаріно 7–6(8–6), 2–6, 6–3                   | Джек Драпер                         | Ян-Леннард Штруфф Павло Котов   | Джем Ількель Fábián Marozsán Мартон Фучович Себастьян Офнер                                 |
| 6 листопада  | Sofia Open Софія, Болгарія ATP 250 Тверде (i) – €562,815 – 28S/16Q/16D Одиночний розряд – Парний розряд                    | Ґонсало Ескобар Олександр Недовєсов 6–3, 3–6, [13–11] | Джуліан Кеш Нікола Мектич           | Ян-Леннард Штруфф Павло Котов   | Джем Ількель Fábián Marozsán Мартон Фучович Себастьян Офнер                                 |
| 13 листопада | ATP Finals Турин, Італія ATP Фінали Тверде (i) – $15,000,000 – 8S/8D (RR) Одиночний розряд – Парний розряд                 | Новак Джокович 6–3, 6–3                               | Яннік Сіннер                        | Данило Медведєв Карлос Алькарас | Круговий турнір Гольґер Руне Губерт Гуркач Стефанос Ціціпас Александр Зверєв Андрій Рубльов |
| 13 листопада | ATP Finals Турин, Італія ATP Фінали Тверде (i) – $15,000,000 – 8S/8D (RR) Одиночний розряд – Парний розряд                 | Ражів Рам Джо Солсбері 6–3, 6–4                       | Марсель Гранольєрс Орасіо Себальйос | Данило Медведєв Карлос Алькарас | Круговий турнір Гольґер Руне Губерт Гуркач Стефанос Ціціпас Александр Зверєв Андрій Рубльов |
| 20 листопада | Davis Cup Finals knockout stage Малага, Іспанія Тверде (i)                                                                 | Італія · 2–0                                          | Австралія                           | Фінляндія · Сербія              | Канада · Чехія · Нідерланди · Велика Британія                                               |
| 27 листопада | Next Gen ATP Finals Джидда, Саудівська Аравія Next Generation ATP Фінали Тверде (i) – $2,000,000– 8S (RR) Одиночний розряд | Hamad Medjedovic 3–4(6–8), 4–1, 4–2, 3–4(9–11), 4–1   | Артюр Фіс                           | Luca Van Assche Домінік Штрікер | Круговий турнір Flavio Cobolli Лука Нарді Abdullah Shelbayh Alex Michelsen                  |

## Статистика
| Турніри Великого шлему |
| Фінал ATP              |
| Тур ATP Мастерс        |
| Тур ATP 500            |
| Тур ATP 250            |
| Командні змагання      |

### Титули за тенісистами
| Всього | Тенісист                      | Великий шолом | Великий шолом | Великий шолом | Фінали ATP | Фінали ATP | ATP Masters 1000 | ATP Masters 1000 | ATP 500 | ATP 500 | ATP 250 | ATP 250 | Всього | Всього | Всього |
| Всього | Тенісист                      | S             | D             | X             | S          | D          | S                | D                | S       | D       | S       | D       | S      | D      | X      |
| ------ | ----------------------------- | ------------- | ------------- | ------------- | ---------- | ---------- | ---------------- | ---------------- | ------- | ------- | ------- | ------- | ------ | ------ | ------ |
| 7      | Новак Джокович (SRB)          | ●             |               |               | ●          |            | ●                |                  |         |         | ●       |         | 7      | 0      | 0      |
| 6      | Карлос Алькарас (ESP)         | ●             |               |               |            |            | ●                |                  | ●       |         | ●       |         | 6      | 0      | 0      |
| 5      | Іван Додіг (CRO)              |               | ●             |               |            |            |                  | ●                |         | ●       |         |         | 0      | 5      | 0      |
| 5      | Остін Крайчек (USA)           |               | ●             |               |            |            |                  | ●                |         | ●       |         |         | 0      | 5      | 0      |
| 5      | Данило Медведєв               |               |               |               |            |            | ●                |                  | ●       |         | ●       |         | 5      | 0      | 0      |
| 5      | Сантьяго Гонсалес (MEX)       |               |               |               |            |            |                  | ●                |         | ●       |         | ●       | 0      | 5      | 0      |
| 5      | Едуар Роже-Васслен (FRA)      |               |               |               |            |            |                  | ●                |         | ●       |         | ●       | 0      | 5      | 0      |
| 5      | Максімо Гонсалес (ARG)        |               |               |               |            |            |                  | ●                |         | ●       |         | ●       | 0      | 5      | 0      |
| 5      | Андрес Мольтені (ARG)         |               |               |               |            |            |                  | ●                |         | ●       |         | ●       | 0      | 5      | 0      |
| 4      | Ражів Рам (USA)               |               | ●             |               |            | ●          |                  |                  |         | ●       |         | ●       | 0      | 4      | 0      |
| 4      | Джо Солсбері (GBR)            |               | ●             |               |            | ●          |                  |                  |         | ●       |         | ●       | 0      | 4      | 0      |
| 4      | Мате Павич (CRO)              |               |               | ●             |            |            |                  |                  |         |         |         | ●       | 0      | 3      | 1      |
| 4      | Яннік Сіннер (ITA)            |               |               |               |            |            | ●                |                  | ●       |         | ●       |         | 4      | 0      | 0      |
| 4      | Джеймі Маррей (GBR)           |               |               |               |            |            |                  |                  |         |         |         | ●       | 0      | 4      | 0      |
| 4      | Натаніел Ламмонс (USA)        |               |               |               |            |            |                  |                  |         |         |         | ●       | 0      | 4      | 0      |
| 4      | Майкл Вінус (NZL)             |               |               |               |            |            |                  |                  |         |         |         | ●       | 0      | 4      | 0      |
| 4      | Джексон Вітроу (USA)          |               |               |               |            |            |                  |                  |         |         |         | ●       | 0      | 4      | 0      |
| 3      | Андрій Рубльов                |               |               |               |            |            | ●                | ●                |         |         | ●       |         | 2      | 1      | 0      |
| 3      | Марсело Аревало (ESA)         |               |               |               |            |            |                  | ●                |         |         |         | ●       | 0      | 3      | 0      |
| 3      | Жан-Жульєн Роєр (NED)         |               |               |               |            |            |                  | ●                |         |         |         | ●       | 0      | 3      | 0      |
| 3      | Александер Ерлер (AUT)        |               |               |               |            |            |                  |                  |         | ●       |         | ●       | 0      | 3      | 0      |
| 3      | Лукас Мідлер (AUT)            |               |               |               |            |            |                  |                  |         | ●       |         | ●       | 0      | 3      | 0      |
| 3      | Себастьян Баес (ARG)          |               |               |               |            |            |                  |                  |         |         | ●       |         | 3      | 0      | 0      |
| 3      | Адріан Маннаріно (FRA)        |               |               |               |            |            |                  |                  |         |         | ●       |         | 3      | 0      | 0      |
| 3      | Нікола Мектич (CRO)           |               |               |               |            |            |                  |                  |         |         |         | ●       | 0      | 3      | 0      |
| 2      | Рінкі Хіджіката (AUS)         |               | ●             |               |            |            |                  |                  |         | ●       |         |         | 0      | 2      | 0      |
| 2      | Тім Пюц (GER)                 |               |               | ●             |            |            |                  |                  |         | ●       |         |         | 0      | 1      | 1      |
| 2      | Веслі Колгоф (NED)            |               | ●             |               |            |            |                  |                  |         |         |         | ●       | 0      | 2      | 0      |
| 2      | Ніл Скупскі (GBR)             |               | ●             |               |            |            |                  |                  |         |         |         | ●       | 0      | 2      | 0      |
| 2      | Гаррі Геліоваара (FIN)        |               |               | ●             |            |            |                  |                  |         |         |         | ●       | 0      | 1      | 1      |
| 2      | Губерт Гуркач (POL)           |               |               |               |            |            | ●                |                  |         |         | ●       |         | 2      | 0      | 0      |
| 2      | Карен Хачанов                 |               |               |               |            |            |                  | ●                |         |         | ●       |         | 1      | 1      | 0      |
| 2      | Роган Бопанна (IND)           |               |               |               |            |            |                  | ●                |         |         |         | ●       | 0      | 2      | 0      |
| 2      | Меттью Ебден (AUS)            |               |               |               |            |            |                  | ●                |         |         |         | ●       | 0      | 2      | 0      |
| 2      | Юго Нис (MON)                 |               |               |               |            |            |                  | ●                |         |         |         | ●       | 0      | 2      | 0      |
| 2      | Ян Зелінський (POL)           |               |               |               |            |            |                  | ●                |         |         |         | ●       | 0      | 2      | 0      |
| 2      | Олександр Бублик (KAZ)        |               |               |               |            |            |                  |                  | ●       |         | ●       |         | 2      | 0      | 0      |
| 2      | Александр Зверєв (GER)        |               |               |               |            |            |                  |                  | ●       |         | ●       |         | 2      | 0      | 0      |
| 2      | Макс Перселл (AUS)            |               |               |               |            |            |                  |                  |         | ●       |         | ●       | 0      | 2      | 0      |
| 2      | Тейлор Фріц (USA)             |               |               |               |            |            |                  |                  |         |         | ●       |         | 2      | 0      | 0      |
| 2      | Таллон Ґрікспор (NED)         |               |               |               |            |            |                  |                  |         |         | ●       |         | 2      | 0      | 0      |
| 2      | Ніколас Джаррі (CHI)          |               |               |               |            |            |                  |                  |         |         | ●       |         | 2      | 0      | 0      |
| 2      | Френсіс Тіафо (USA)           |               |               |               |            |            |                  |                  |         |         | ●       |         | 2      | 0      | 0      |
| 2      | Стефанос Ціціпас (GRE)        |               |               |               |            |            |                  |                  |         |         | ●       | ●       | 1      | 1      | 0      |
| 2      | Ґонсало Ескобар (ECU)         |               |               |               |            |            |                  |                  |         |         |         | ●       | 0      | 2      | 0      |
| 2      | Сандер Жіє (BEL)              |               |               |               |            |            |                  |                  |         |         |         | ●       | 0      | 2      | 0      |
| 2      | Олександр Недовєсов (KAZ)     |               |               |               |            |            |                  |                  |         |         |         | ●       | 0      | 2      | 0      |
| 2      | Андреа Вавассорі (ITA)        |               |               |               |            |            |                  |                  |         |         |         | ●       | 0      | 2      | 0      |
| 2      | Йоран Вліґен (BEL)            |               |               |               |            |            |                  |                  |         |         |         | ●       | 0      | 2      | 0      |
| 1      | Джейсон Кублер (AUS)          |               | ●             |               |            |            |                  |                  |         |         |         |         | 0      | 1      | 0      |
| 1      | Рафаель Матос (BRA)           |               |               | ●             |            |            |                  |                  |         |         |         |         | 0      | 0      | 1      |
| 1      | Марсель Гранольєрс (ESP)      |               |               |               |            |            |                  | ●                |         |         |         |         | 0      | 1      | 0      |
| 1      | Орасіо Себальйос (ARG)        |               |               |               |            |            |                  | ●                |         |         |         |         | 0      | 1      | 0      |
| 1      | Фелікс Оже-Аліассім (CAN)     |               |               |               |            |            |                  |                  | ●       |         |         |         | 1      | 0      | 0      |
| 1      | Ден Еванс (GBR)               |               |               |               |            |            |                  |                  | ●       |         |         |         | 1      | 0      | 0      |
| 1      | Алекс де Мінор (AUS)          |               |               |               |            |            |                  |                  | ●       |         |         |         | 1      | 0      | 0      |
| 1      | Кемерон Норрі (GBR)           |               |               |               |            |            |                  |                  | ●       |         |         |         | 1      | 0      | 0      |
| 1      | Бен Шелтон (tennis) (USA)     |               |               |               |            |            |                  |                  | ●       |         |         |         | 1      | 0      | 0      |
| 1      | Максім Крессі (USA)           |               |               |               |            |            |                  |                  |         | ●       |         |         | 0      | 1      | 0      |
| 1      | Кевін Кравіц (GER)            |               |               |               |            |            |                  |                  |         | ●       |         |         | 0      | 1      | 0      |
| 1      | Фабріс Мартен (FRA)           |               |               |               |            |            |                  |                  |         | ●       |         |         | 0      | 1      | 0      |
| 1      | Марсело Мело (BRA)            |               |               |               |            |            |                  |                  |         | ●       |         |         | 0      | 1      | 0      |
| 1      | Джон Пірс (тенісист) (AUS)    |               |               |               |            |            |                  |                  |         | ●       |         |         | 0      | 1      | 0      |
| 1      | Роберто Карбальєс Баена (ESP) |               |               |               |            |            |                  |                  |         |         | ●       |         | 1      | 0      | 0      |
| 1      | Педро Качін (ARG)             |               |               |               |            |            |                  |                  |         |         | ●       |         | 1      | 0      | 0      |
| 1      | Франсіско Черундоло (ARG)     |               |               |               |            |            |                  |                  |         |         | ●       |         | 1      | 0      | 0      |
| 1      | Крістофер Юбенкс (USA)        |               |               |               |            |            |                  |                  |         |         | ●       |         | 1      | 0      | 0      |
| 1      | Артюр Фіс (FRA)               |               |               |               |            |            |                  |                  |         |         | ●       |         | 1      | 0      | 0      |
| 1      | Рішар Гаске (FRA)             |               |               |               |            |            |                  |                  |         |         | ●       |         | 1      | 0      | 0      |
| 1      | Уго Юмбер (FRA)               |               |               |               |            |            |                  |                  |         |         | ●       |         | 1      | 0      | 0      |
| 1      | Квон Сун-ву (KOR)             |               |               |               |            |            |                  |                  |         |         | ●       |         | 1      | 0      | 0      |
| 1      | Душан Лайович (SRB)           |               |               |               |            |            |                  |                  |         |         | ●       |         | 1      | 0      | 0      |
| 1      | Гаель Монфіс (FRA)            |               |               |               |            |            |                  |                  |         |         | ●       |         | 1      | 0      | 0      |
| 1      | Олексій Попирин (AUS)         |               |               |               |            |            |                  |                  |         |         | ●       |         | 1      | 0      | 0      |
| 1      | Гольґер Руне (DEN)            |               |               |               |            |            |                  |                  |         |         | ●       |         | 1      | 0      | 0      |
| 1      | Каспер Рууд (NOR)             |               |               |               |            |            |                  |                  |         |         | ●       |         | 1      | 0      | 0      |
| 1      | У Їбін (CHN)                  |               |               |               |            |            |                  |                  |         |         | ●       |         | 1      | 0      | 0      |
| 1      | Юкі Бгамбрі (IND)             |               |               |               |            |            |                  |                  |         |         |         | ●       | 0      | 1      | 0      |
| 1      | Сімоне Болеллі (ITA)          |               |               |               |            |            |                  |                  |         |         |         | ●       | 0      | 1      | 0      |
| 1      | Марсело Демолінер (BRA)       |               |               |               |            |            |                  |                  |         |         |         | ●       | 0      | 1      | 0      |
| 1      | Садіо Думбія (FRA)            |               |               |               |            |            |                  |                  |         |         |         | ●       | 0      | 1      | 0      |
| 1      | Фабіо Фоніні (ITA)            |               |               |               |            |            |                  |                  |         |         |         | ●       | 0      | 1      | 0      |
| 1      | Ллойд Ґласспул (GBR)          |               |               |               |            |            |                  |                  |         |         |         | ●       | 0      | 1      | 0      |
| 1      | Андрій Голубєв (KAZ)          |               |               |               |            |            |                  |                  |         |         |         | ●       | 0      | 1      | 0      |
| 1      | Робін Гаасе (NED)             |               |               |               |            |            |                  |                  |         |         |         | ●       | 0      | 1      | 0      |
| 1      | Ллойд Гарріс (RSA)            |               |               |               |            |            |                  |                  |         |         |         | ●       | 0      | 1      | 0      |
| 1      | Матве Мідделкоп (NED)         |               |               |               |            |            |                  |                  |         |         |         | ●       | 0      | 1      | 0      |
| 1      | Денис Молчанов (UKR)          |               |               |               |            |            |                  |                  |         |         |         | ●       | 0      | 1      | 0      |
| 1      | Андреа Пеллегрино (ITA)       |               |               |               |            |            |                  |                  |         |         |         | ●       | 0      | 1      | 0      |
| 1      | Фаб'єн Ребуль (FRA)           |               |               |               |            |            |                  |                  |         |         |         | ●       | 0      | 1      | 0      |
| 1      | Блаж Рола (SLO)               |               |               |               |            |            |                  |                  |         |         |         | ●       | 0      | 1      | 0      |
| 1      | Нино Сердарушич (CRO)         |               |               |               |            |            |                  |                  |         |         |         | ●       | 0      | 1      | 0      |
| 1      | Домінік Штрікер (SUI)         |               |               |               |            |            |                  |                  |         |         |         | ●       | 0      | 1      | 0      |
| 1      | Джордан Томпсон (AUS)         |               |               |               |            |            |                  |                  |         |         |         | ●       | 0      | 1      | 0      |
| 1      | Petros Tsitsipas (GRE)        |               |               |               |            |            |                  |                  |         |         |         | ●       | 0      | 1      | 0      |
| 1      | Стен Вавринка (SUI)           |               |               |               |            |            |                  |                  |         |         |         | ●       | 0      | 1      | 0      |

### Титули за країнами
| Всього | Тенісист              | Великий шолом | Великий шолом | Великий шолом | Фінали ATP | Фінали ATP | ATP Masters 1000 | ATP Masters 1000 | ATP 500 | ATP 500 | ATP 250 | ATP 250 | Всього | Всього | Всього |
| Всього | Тенісист              | S             | D             | X             | S          | D          | S                | D                | S       | D       | S       | D       | S      | D      | X      |
| ------ | --------------------- | ------------- | ------------- | ------------- | ---------- | ---------- | ---------------- | ---------------- | ------- | ------- | ------- | ------- | ------ | ------ | ------ |
| 20     | США (USA)             |               | 2             |               |            | 1          |                  | 1                | 1       | 5       | 5       | 5       | 6      | 14     | 0      |
| 14     | Франція (FRA)         |               |               |               |            |            |                  | 2                |         | 2       | 7       | 3       | 7      | 7      | 0      |
| 13     | Велика Британія (GBR) |               | 2             |               |            | 1          |                  |                  | 2       | 1       |         | 7       | 2      | 11     | 0      |
| 11     | Аргентина (ARG)       |               |               |               |            |            |                  | 2                |         | 3       | 5       | 1       | 5      | 6      | 0      |
| 10     | Хорватія (CRO)        |               | 1             | 1             |            |            |                  | 1                |         | 3       |         | 4       | 0      | 9      | 1      |
| 8      | Сербія (SRB)          | 3             |               |               | 1          |            | 2                |                  |         |         | 2       |         | 8      | 0      | 0      |
| 8      | Іспанія (ESP)         | 1             |               |               |            |            | 2                | 1                | 2       |         | 2       |         | 7      | 1      | 0      |
| 8      | Австралія (AUS)       |               | 1             |               |            |            |                  | 1                | 1       | 2       | 1       | 2       | 2      | 6      | 0      |
| 8      | Нідерланди (NED)      |               | 1             |               |            |            |                  | 1                |         |         | 2       | 4       | 2      | 6      | 0      |
| 7      | Італія (ITA)          |               |               |               |            |            | 1                |                  | 2       |         | 1       | 3       | 4      | 3      | 0      |
| 5      | Мексика (MEX)         |               |               |               |            |            |                  | 2                |         | 1       |         | 2       | 0      | 5      | 0      |
| 5      | Казахстан (KAZ)       |               |               |               |            |            |                  |                  | 1       |         | 1       | 3       | 2      | 3      | 0      |
| 4      | Німеччина (GER)       |               |               | 1             |            |            |                  |                  | 1       | 1       | 1       |         | 2      | 1      | 1      |
| 4      | Польща (POL)          |               |               |               |            |            | 1                | 1                |         |         | 1       |         | 2      | 2      | 0      |
| 4      | Нова Зеландія (NZL)   |               |               |               |            |            |                  |                  |         |         |         | 4       | 0      | 4      | 0      |
| 3      | Бразилія (BRA)        |               |               | 1             |            |            |                  |                  |         | 1       |         | 1       | 0      | 2      | 1      |
| 3      | Сальвадор (ESA)       |               |               |               |            |            |                  | 1                |         |         |         | 2       | 0      | 3      | 0      |
| 3      | Індія (IND)           |               |               |               |            |            |                  | 1                |         |         |         | 2       | 0      | 3      | 0      |
| 3      | Австрія (AUT)         |               |               |               |            |            |                  |                  |         | 1       |         | 2       | 0      | 3      | 0      |
| 2      | Фінляндія (FIN)       |               |               | 1             |            |            |                  |                  |         |         |         | 1       | 0      | 1      | 1      |
| 2      | Монако (MON)          |               |               |               |            |            |                  | 1                |         |         |         | 1       | 0      | 2      | 0      |
| 2      | Чилі (CHI)            |               |               |               |            |            |                  |                  |         |         | 2       |         | 2      | 0      | 0      |
| 2      | Греція (GRE)          |               |               |               |            |            |                  |                  |         |         | 1       | 1       | 1      | 1      | 0      |
| 2      | Бельгія (BEL)         |               |               |               |            |            |                  |                  |         |         |         | 2       | 0      | 2      | 0      |
| 2      | Еквадор (ECU)         |               |               |               |            |            |                  |                  |         |         |         | 2       | 0      | 2      | 0      |
| 1      | Канада (CAN)          |               |               |               |            |            |                  |                  | 1       |         |         |         | 1      | 0      | 0      |
| 1      | КНР (CHN)             |               |               |               |            |            |                  |                  |         |         | 1       |         | 1      | 0      | 0      |
| 1      | Данія (DEN)           |               |               |               |            |            |                  |                  |         |         | 1       |         | 1      | 0      | 0      |
| 1      | Норвегія (NOR)        |               |               |               |            |            |                  |                  |         |         | 1       |         | 1      | 0      | 0      |
| 1      | Південна Корея (KOR)  |               |               |               |            |            |                  |                  |         |         | 1       |         | 1      | 0      | 0      |
| 1      | Словенія (SLO)        |               |               |               |            |            |                  |                  |         |         |         | 1       | 0      | 1      | 0      |
| 1      | ПАР (RSA)             |               |               |               |            |            |                  |                  |         |         |         | 1       | 0      | 1      | 0      |
| 1      | Швейцарія (SWI)       |               |               |               |            |            |                  |                  |         |         |         | 1       | 0      | 1      | 0      |
| 1      | Україна (UKR)         |               |               |               |            |            |                  |                  |         |         |         | 1       | 0      | 1      | 0      |

## Зовнішні посилання
- Офіційний сайт Туру
- Офіційний сайт ITF